# Северянская Думка
Северя́нская ду́мка  (укр. Сіверянська думка) — издательское общество, существовавшее в период 1917—1919 гг. и восстановленное в 1991 году.

## Деятельность
Основано в декабре 1917 года по инициативе В. Л. Модзалевского, Д. И. Дорошенко, Ильи Шрага, Михаила Могилянского и Юрия Виноградского. Издательская марка общества — маленький шедевр книжной графики был создан художником Георгием Нарбутом. В течение своей деятельности издало ряд поэзий Тараса Шевченко и Бориса Гринченко. Осенью 1919 года, в связи с неблагоприятными условиями гражданской войны, организация прекратила свою деятельность и существование.
В марте 1991 года издательское общество было восстановлено под старым названием при историческом факультете ЧГПУ. Его официальным основателем стало Черниговское отделение Украинского фонда культуры, главным редактором — декан исторического факультета Коваленко А., директором — доцент исторического факультета Лепьявко С. Главной целью сегодняшней Сиверянской думки является публикация научных и научно-популярных трудов, посвящённых историческому наследию Чернигово-Северщины.

## Издания 1917—1919 гг
1. Статут издательского общества Сиверянская думка
2. Сиверянская думка, 1917 г.
3. Шугаевский В. А., Монета и денежный счёт в Левобережной Украине в 17 веке, 1918 г.
4. Шевченко Т. Г., сборка поэзии Плач Ярославны и Бой с Половцами, 1918 г.
5. Модзалевский В. Л., Основные черты украинского искусства, 1918 г.
6. Дорошенко Д. И., Краткая история Черниговщины, 1918 г.
7. Гринченко Б. Д., сборка поэзий Рыбьи танцы, 1919 г.
8. Стебницкий П. Я., Рог Вернигоры, 1919 г.